# Велодром Жак Анкетил
Велодром Жак Анкетил или Венсенски велодром (фр. Vélodrome Jacques Anquetil - La Cipale, Vélodrome de Vincennes) је велодром у Венсену, у близини Париза, Француска.
Првобитно је изграђен као велодром 1894. године, а постао је главни стадион за Летње олимпијске игре 1900. Догађаји који су се одиграли на овом велодрому на играма 1900. су бициклизам, крикет, рагби, фудбал и гимнастика. Међутим, атлетика није одржана на овом стадиону.
Велодром се, такође, користио за бициклизам и фудбал на Летњим олимпијским играма 1924. Поред тога, био је коначни циљ на Тур де Франсу између 1968. и 1974, пре свега за Едија Меркса, који је освојио сваку од својих пет победа тамо. Пре тога, такмичење је завршавано на Парк принчева, од 1904. до 1967. Од 1975. до даљег, задња етапа Тур де Франса вози се на Јелисејским пољима.
Велодром се још увек користи за бициклизам, фудбал и рагби утакмице, a од 1987. зове „Велодром Жак Анкетил“, по славном француском бициклисти, који је умро те године.